# Guillermo Fuenzalida
Luis Guillermo Fuenzalida Fuenzalida (* 24. März 1918 in San Fernando; † 4. August 1977) war ein chilenischer Fußballspieler. Der Außenverteidiger wurde mit CSD Colo-Colo chilenischer Meister 1944 und absolvierte zwei Länderspiele für Chile.

## Vereinskarriere
Guillermo Fuenzalida spielte im Alter von 15 Jahren für Unión Comercio de Santa Cruz und wurde mit 17 Jahren in die Regionsauswahl von Santa Cruz berufen. 1941 wechselte Fuenzalida zum Unión Española. Nach Differenzen mit dem Trainer kam er 1943 zum CSD Colo-Colo. Bei den Albos gewann der Defensivspieler die Meisterschaft 1944 und das Campeonato de Campeones 1945, einem offiziellen Turnier mit den besten Teams Chiles. 1948 beendete Fuenzalida seine Karriere bei Colo-Colo.

## Nationalmannschaft
Guillermo Fuenzalida debütierte unter Luis Tirado für die Nationalmannschaft beim Campeonato Sudamericano 1946 im Spiel gegen Paraguay. Nach dem 2:1-Erfolg lief Fuenzalida noch bei der 1:5-Niederlage gegen Brasilien auf. La Roja beendete das Turnier mit zwei Siegen und drei Niederlagen als fünfte der sechs teilnehmenden Nationen.

## Erfolge
Colo-Colo
- Chilenischer Meister: 1944
- Campeonato de Campeones: 1945